# Sally Bigham
Sally Bigham (Pool, 11 april 1978) is een Brits mountainbikster. Ze is vooral gespecialiseerd in de Marathon.
Tot op heden wist Bigham nog nooit een groot internationaal kampioenschap te winnen. Wel werd ze al viermaal vice-Europees kampioen (2001-2014), en eenmaal vice-Wereldkampioen (2013).

## Palmares

### Marathon
2008
- Brits kampioene marathon, Elite

2009
- Brits kampioene marathon, Elite

2010
- Brits kampioene marathon, Elite

2011
- Eindklassement Andalucia Bike Race
- 3e etappe Cape Epic
- Eindklassement Cape Epic
- KitzAlp Bike Marathon

2012
- Proloog, 1e, 2e, 3e, 4e, 6e en 7e etappe Cape Eipc
- Eindklassement Cape Epic
- Roc d'Azur

2013
- Brits kampioene marathon, Elite
- Leadville 100
- Roc d'Azur

2014
- 1e etappe Cape Epic
- Brits kampioene marathon, Elite
- Leadville 100
- Roc d'Azur

2015
- 2e, 3e, 4e en 5e etappe Swiss Epic
- Eindklassement Swiss Epic
- Roc d'Azur

2016
- 2e en 3e etappe BeMC
- Eindklassement BeMC